# Emblema del Brunei
L'emblema del Brunei è il simbolo ufficiale del Paese, adottato nel 1940. Elemento principale è la mezzaluna islamica, che riporta il motto del Paese in giallo: «الدائمون المحسنون بالهدى» (Sentiasa membuat kebajikan dengan petunjuk Allah, "Sempre in servizio con la guida di Dio"). Al di sopra si trovano diversi simboli: le ali, l'ombrello reale e la bandiera. Ai lati si trovano due mani rivolte al cielo, mentre in basso su un cartiglio è scritto il nome dello Stato anch'esso in giallo: «Brunei Darussalam», Brunei patria della pace. Il tutto è di colore rosso, tranne le scritte che sono di colore giallo.